# Liamine Zéroual
Liamine Zéroual (arabisk: اليمين زروال; berbisk: Lyamin Ẓerwal) (født 3. juli 1941 i Batna, Algeriet) er en algiersk general og politiker, der var Algeriets præsident fra 1995 til 1999. Han tilhørte partiet Rassemblement National Démocratique. 
Før han blev præsident arbejdede han som sekretær for den daværende præsident Houari Boumédienne.